# Sinibaldo II Ordelaffi
Sinibaldo II Ordelaffi (1467 - 1480) est un noble italien qui vécut au XVe siècle, appartenant à la famille des Ordelaffi de la ville de Forlì.

## Biographie
Fils de Pino III Ordelaffi, Sinibaldo II Ordelaffi fut seigneur de Forlì quelques mois en 1480.
À sa mort qui survint peu après sa prise de pouvoir, alors que son cousin Francesco V Ordelaffi tentait en vain de lui succéder, les Ordelaffi perdirent la seigneurie de la ville de Forlì qui passa sous le contrôle des États pontificaux quand le pape Sixte IV en prit possession pour son neveu Girolamo Riario.

## Sources
- (ca) Cet article est partiellement ou en totalité issu de l’article de Wikipédia en catalan intitulé « Sinibald II Ordelaffi » (voir la liste des auteurs).

- (en) Cet article est partiellement ou en totalité issu de l’article de Wikipédia en anglais intitulé « Sinibaldo II Ordelaffi » (voir la liste des auteurs).